# Estação Ielisarovskaia
Ielisarovskaia (em russo:  Елизаровская) é uma das estações da linha Nevsko-Vasileostrovskaia (Linha 3) do metro de São Petersburgo, na Rússia. Estação «Ielisarovskaia» está localizada entre as estações «Ploshchad Alexandra Nevskogo» (ao norte) e «Lomonossovskaia» (ao sul).